# Mamoea rufa
Mamoea rufa là một loài nhện trong họ Amphinectidae. Loài này phân bố ở Campbell-eiland.